# Calamaria yunnanensis
Calamaria yunnanensis е вид змия от семейство Смокообразни (Colubridae). Видът е застрашен от изчезване.

## Разпространение и местообитание
Разпространен е в Китай (Юннан).
Обитава гористи местности, планини и хълмове.